# Melodi Grand Prix Junior 2009
Il Melodi Grand Prix Junior 2009 è stata l'ottava edizione del concorso canoro riservato ai bambini e ragazzi dai 9 ai 15 anni. A differenza degli anni precedenti, sono 5 i finalisti e NRK non pubblica i voti sulla finale. Vengono annunciati solo il secondo posto e il vincitore.

## Risultati
| N° | Artista          | Brano                 | Risultato |
| -- | ---------------- | --------------------- | --------- |
| 1  | Finstad Bad Boys | «Vi er gutta»         | Eliminato |
| 2  | Martine          | «Æ villa bort»        | Eliminato |
| 3  | 2Boys            | «Du og jeg»           | Eliminato |
| 4  | Ingvild          | «Sangen»              | Finalista |
| 5  | Sikt inn         | «Alt hva jeg vil bli» | Eliminato |
| 6  | Maren            | «Jeg bare smiler»     | Finalista |
| 7  | Jørgen           | «Din egen vei»        | Finalista |
| 8  | Mystery          | «Rock er sunt»        | Finalista |
| 9  | Lisa             | «Hjerte banke»        | Eliminato |
| 10 | Rachel og Anney  | «Skolen»              | Finalista |

### Finale
| N° | Artista           | Brano           | Posizione |
| -- | ----------------- | --------------- | --------- |
| 4  | «Sangen»          | Ingvild         | –         |
| 6  | «Jeg bare smiler» | Maren           | –         |
| 7  | «Din egen vei»    | Jørgen          | 1         |
| 8  | «Rock er sunt»    | Mystery         | 2         |
| 10 | «Skolen»          | Rachel og Anney | –         |